# Metapelma bachi
Metapelma bachi är en stekelart som beskrevs av Girault 1922. Metapelma bachi ingår i släktet Metapelma och familjen hoppglanssteklar. Inga underarter finns listade i Catalogue of Life.